# 伊藤ていじ
伊藤 ていじ（いとう - 、本名：伊藤 鄭爾、1922年1月11日 - 2010年1月31日）は、日本の建築史家・建築評論家・作家。学位は、工学博士。日本の民家研究を行った人物。
工学院大学学長および理事長。ワシントン大学客員教授、文化財保護審議会委員、文化財建造物保存技術協会理事長などを歴任。

## 略歴
岐阜県安八郡北杭瀬村（現大垣市）生まれ。旧制大垣中学校を卒業し、第四高等学校に入学。1942年に同校を卒業し、東京帝国大学第二工学部建築学科に進学。1945年に卒業後、東京大学第二工学部大学院で関野克に師事。同大学副手・助手になるが肺結核が悪化し、7年間の入院生活を強いられる。その後復帰し、東京大学生産技術研究所特別研究員、ワシントン大学客員教授の後、工学院大学に移る。
建築史家を志したのは、東京大学の助手のときに1954年（昭和29年）から東京大学工学部建築学科関野克教授と共に今井町での町屋調査に端を発する。この調査で倒壊寸前の今西家を棟札とともに国の重要文化財に推薦し、1957年（昭和32年）6月18日に指定されたことを機に民家建築が文化財として着目されるようになり、「町並み保存運動」が日本において始動することになる。1956年に「狂い咲きの桂離宮」を『新建築』に発表し、建築評論を開始する。
一時期、磯崎新／川上秀光らと八田利也（はったりや）のペンネームを用い建築論を執筆。1961年に八田名義で『現代建築愚作論』を上梓。
1961年、論文「日本民家史の研究（中世住居の研究）」で日本建築学会賞を受賞し、同研究で工学博士号を取得。1975年から工学院大学学長。1983年、東京都設計候補者選定委員会審査委員長、新都庁舎コンペでは会長代理を務めた。
また、山形県中山町の柏倉九左衛門家住宅調査、山形県下蔵座敷調査などの調査研究の他、自然保全を目的とする山形寒河江川集水域生態計画などを手がける。 現代の茶室 - 日新設計コンペティションでは佳作。
1959年、写真家の二川幸夫と組み、日本の民家を紹介した『日本の民家』シリーズのうち『高山・白川』と『山陽路』で第13回毎日出版文化賞を受賞。他に、『中世住宅史』『日本デザイン論』『数奇屋』『谷間の花が見えなかった時』『終わらない庭』、鎌倉時代の建築様式を先導した高僧の評伝『重源』など。
2010年1月31日、呼吸不全により死去。88歳没。

## 著書
- 『現代建築愚作論』（八田利也―磯崎新、川上秀光と共著）
- 『有心・無心建築論』（新建築）
- 『日本デザイン論』（SD選書5・鹿島出版会 1966年）
- 『重源』（新潮社、1994年  ISBN 4-10-397901-1）
- 『民家は生きてきた』 (1963年) (美術選書)
- 『日本の民家』（撮影・二川幸夫、美術出版社、1959年度毎日出版文化賞）
- 『郷土の民家』　（監修）
- 『日本の民家 木の民家』（全2巻、鈴木恂文他）
- 『数寄屋 建築と庭園』（横山正文 恒成一訓 写真、毎日新聞社）
- 『借景と坪庭』（文・伊藤ていじ、写真・葛西宗誠, 淡交社）
- ドナルド・リッチー共著『日本の伝統 第1 いけばな』　淡交新社 1967
- ローレンス・ハルプリン 『都市環境の演出』（訳・解説、彰国社　1970年）
- 『建築家・休兵衛』
- 『現代デザイン講座 2 デザインの環境』

（加藤秀俊・今和次郎・山田宗睦・松下圭一・平良敬一・泉真也・大来佐武郎らと）
- 『桂離宮』　＜監修＞
- 『民家の庭・坪庭』
- 『民家に学ぶ』（文化出版局）
- 『中世住居史』（1961年日本建築学会賞受賞作）
- 『今和次郎集3　民家採集』（1971年, ドメス出版刊）
- 『建築文化再見』（全4巻、淡交社、1983年）
- 『The gardens of Japan』
- 『日本デザイン論』（鹿島出版）
- 『日本建築の根』（美術出版社）
- 『日本の屋根』（伊藤ていじ、高井潔共著・叢文社）
- 『瓦―日本の町並みをつくるもの』 (INAX BOOKLET)
- 『結界の美―古都のﾃﾞｻﾞｲﾝ』 (1966年)
- 『日本の名建築写真集2　東大寺』(新潮社、1992年)
- 『城―築城の技法と歴史 (1973年) (読売選書)
- 『修学院離宮』 大佛次郎文／岩宮武二写真／伊藤ていじ解説　淡交社, 1968、のち新版
- 『建築家・吉田鉄郎の「日本の建築」』

（吉田鉄郎、薬師寺厚訳 伊藤ていじ註解　鹿島出版会：SD選書238, 2003年）
- 『終わらない庭』 昭和の三大作家とめぐる　（淡交社、2007年）
- 『蔵　暮らしを守る』

（写真 石元泰博 解説 伊藤ていじ他 題字装幀 白井晟一 1979年　東京海上火災）
- 『日本の美と文化・第11巻書院と民家』（エディトリアル・ディレクター松岡正剛、講談社,1983年）
- 『谷間の花が見えなかった時』　（彰国社、1982年）
- 『城－知恵と工夫の足跡』　（読売新聞社、1965年）